# El Vendedor de Orquídeas
El Vendedor de Orquídeas es un documental sobre el artista plástico venezolano Oswaldo Vigas, dirigida por su hijo Lorenzo Vigas, el cual tuvo su premier mundial en el Programa Especial de la Sección Oficial del Festival Internacional de Cine de Venecia de 2016. Contó con el apoyo del Centro Nacional Autónomo de Cinematografía (CNAC). La cinta fue producida por Adriana Ayala y Pedro Mezquita, fotografiada por el polaco-venezolano Cezary Jaworski, y coproducida por la empresa mexicana Lucía Films.

## Sinopsis
A sus ochenta años, Oswaldo Vigas se sumerge en un viaje hacia los pueblos en donde fue criado en busca de una pintura extraviada durante su adolescencia. Es un viaje de regreso hacia sus primeras influencias artísticas; y durante esta travesía se verá confrontado a un capítulo de su juventud que lo marcó por el resto de su vida, definiéndolo como ser humano, y como creador.
El Vendedor de Orquídeas es una reflexión sobre el paso del tiempo, la importancia de los recuerdos y sobre todo, sobre el origen del impulso primordial de creación de Oswaldo Vigas. Esta cinta nos permite descubrir el rostro humano de uno de los artistas más influyentes de América Latina. 
Oswaldo Vigas, considerado pionero del arte latinoamericano, validó el legado cultural de la región mediante la revisión de sus propias raíces artísticas. Su obra se traduce en una síntesis original entre las raíces culturales del continente latinoamericano y las corrientes plásticas más actuales de la modernidad.

## Rodaje
El documental fue filmado en varias locaciones donde el artista hizo vida y obra. Comienza con la visita a los Petroglifos de Vigirima, en el Estado Carabobo, los cuales fueron inspiración a lo largo de su obra. Luego, se realizaron tomas en su taller y casa de Los Dos Caminos, en Caracas, donde el artista relata su llegada a París, como conoció a su esposa Jeannine Castés, además vivencias de su infancia, sus comienzos en la pintura y la anécdota de cuando recibió su primer premio por los poemas ilustrados a la edad de 16 años. Posteriormente, se hicieron grabaciones en la casa donde creció en La Pastora, Municipio Puerto Cabello del Estado Carabobo, donde comparte memorias con su hermano Herman Vigas. Durante el Documental, se pueden observar tomas rápidas de los murales del artista en la Universidad Central de Venezuela, el Rio Tinaquillo, la carretera vieja Valencia-Puerto Cabello y la Autopista Regional del Centro. Durante la búsqueda del cuadro que lleva por título el documental, el artista y su esposa Jeannine visitan las poblaciones de Guacara, Tinaquillo y el páramo en el Pico El Águila, en el Estado Mérida, donde se encuentran con la familia Aldana, amigos del pintor. También se realizó el rodaje en Las Trincheras, a las afueras de Valencia, uno de los lugares de descanso favoritos de Oswaldo Vigas, comúnmente conocido y visitado por sus aguas termales del rio Aguas Calientes. El Vendedor de Orquídeas fue filmado en formato digital en su totalidad, y editado entre los años 2010-2016.
Sobre el rodaje del documental, el director Lorenzo Vigas relata:
"Recuerdo a mi padre describiéndome un cuadro que había pintado durante su adolescencia en la ciudad de Guacara y que no veía desde hace 70 años. Por la forma como lo describía y la emoción que esa obra generaba en él cada vez que pronunciaba su nombre, “El vendedor de Orquídeas”, siempre supe que algo muy importante lo ataba a ella. No sabía qué era, pero cuando en el año 2010 comenzó a preparar una exposición sobre los inicios de su carrera, supe que era el momento de registrar los acontecimientos que seguirían. La película que empezó como la búsqueda de una obra desaparecida, se convirtió en una reflexión sobre el paso del tiempo, la importancia de los recuerdos y sobre todo, sobre el origen del impulso primordial de creación. Desde el punto personal, al tratarse de mi padre, la película terminó sumergiéndome en un universo desconocido que terminó por afectar mi esencia como ser humano y creador."